# Intville-la-Guétard
Intville-la-Guétard é uma comuna francesa na região administrativa do Centro, no departamento Loiret. Estende-se por uma área de 4,94 km². Em 2010 a comuna tinha 154 habitantes (densidade: 31,2 hab./km²).